# Couvent des Dominicains de Vienne
Le couvent des Dominicains de Vienne est un monastère des dominicains à Vienne, dans l'Innere Stadt.

## Histoire
Le couvent des Dominicains est fondé en 1226. Le fondateur est Léopold VI d'Autriche. Après l'achèvement de la construction, le monastère est consacré en 1237. Au cours du même siècle, une église est construite à la fin du bâtiment et progressivement agrandie. En 1302, le nouveau chœur de l'église est consacré par le cardinal dominicain Nikolaus Boccasini, qui devient plus tard le pape Benoît XI.
Au cours du siège des Turcs en 1529, le monastère souffre beaucoup. L'église fait office de carrière pour renforcer les faibles murs de fortification adjacents. En 1631, débute la construction d'une nouvelle église abbatiale, conçue dans le style baroque. Toujours au XVIIe siècle, le couvent reçoit sa forme actuelle. Entre 1996 et 1998, de nombreux fragments de bâtiments médiévaux sont découverts et restaurés dans le cloître.
Le tronçon qui menait à Wollzeile est démoli en 1937 et remplacé par un nouveau bâtiment, le Dominikanerhof, conçu par Kurt Klaudy, Anton Liebe et Georg Lippert, du côté de la Dr.-Karl-Lueger-Platz.
Le 3 octobre 1986, la poste autrichienne émet un timbre permanent sur le monastère dominicain de Vienne. Ce timbre de 7,5 schillings fait partie de la série de timbres Stifts et monastères en Autriche.